# Marmagne (Saône-et-Loire)
Marmagne ist eine französische Gemeinde mit 1.276 Einwohnern (Stand: 1. Januar 2022) im Département Saône-et-Loire in der Region Bourgogne-Franche-Comté. Die Gemeinde gehört zum Arrondissement Autun und zum Kanton Autun-2 (bis 2015: Kanton Montcenis). Die Einwohner werden Marmignauds genannt.

## Geographie
Marmagne liegt etwa 13 Kilometer südsüdöstlich von Autun am Fluss Mesvrin. Im nördlichen Gemeindegebiet verläuft sein Zufluss Rançon. Umgeben wird Marmagne von den Nachbargemeinden Autun im Norden und Nordwesten, Antully im Norden und Nordosten, Saint-Sernin-du-Bois im Osten, Le Creusot im Südosten, Montcenis im Süden, Saint-Symphorien-de-Marmagne im Westen sowie Broye im Nordwesten.
Durch die Gemeinde führt die frühere Route nationale 80 (heutige D680).

## Bevölkerungsentwicklung
| 1962                       | 1968 | 1975 | 1982 | 1990 | 1999 | 2006 | 2013 |
| -------------------------- | ---- | ---- | ---- | ---- | ---- | ---- | ---- |
| 1297                       | 1243 | 1240 | 1306 | 1339 | 1329 | 1278 | 1237 |
| Quellen: Cassini und INSEE |      |      |      |      |      |      |      |

## Verkehr
Marmagne liegt an der Bahnstrecke Nevers–Chagny und wird im Regionalverkehr durch TER-Züge bedient.

## Sehenswürdigkeiten
- Neogotische Kirche aus dem 19. Jahrhundert
- Kapelle Saint-Sulpice aus dem 19. Jahrhundert
- Schloss Saint-Sulpice aus dem 19. Jahrhundert
- Domäne La Croix-Brenot aus dem 18./19. Jahrhundert

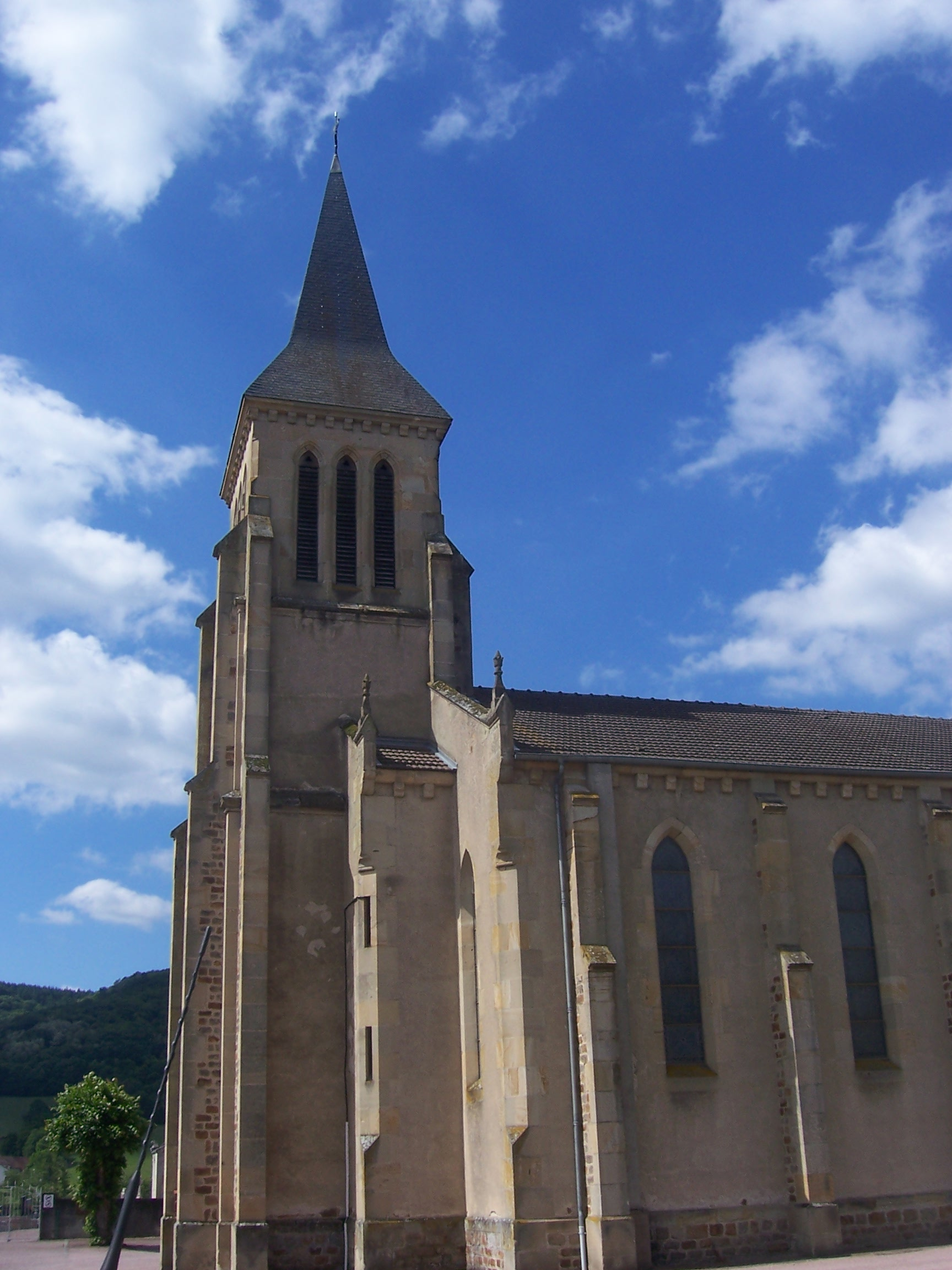
Kirche